# Scarus ghobban
Scarus ghobban és una espècie de peix de la família dels escàrids i de l'ordre dels perciformes.

## Morfologia
Els mascles poden assolir els 90 cm de longitud total.

## Distribució geogràfica
Es troba des del Mar Roig i Sud-àfrica fins al sud del Japó, Nova Gal·les del Sud (Austràlia) i les Seychelles; des del Golf de Califòrnia fins a l'Equador; i, també, al Mediterrani oriental.